# Куфія бамбукова
Куфія бамбукова (Trimeresurus gramineus) — отруйна змія з роду Куфія родини Гадюкові. Інша назва «будру-пам».

## Опис
Загальна довжина досягає 1 м. Голова широка, трикутна. Тулуб стрункий, хвіст чіпкий. Забарвлення спини трав'янисто—зелене, кінець хвоста яскраво-червоний. Черево жовто—бежевого кольору.

## Спосіб життя
Полюбляє густі зарості. Вдень відпочиває на гілках, тримаючись за допомогою чіпкого хвоста. активна вночі. Харчується дрібними гризунами, птахами і жабами
Укус для людини не смертельний. Крім того, вона кусає лише в разі якщо їй заподіюють біль або сильно її роздратували. При обережному поводженні можна брати в руки, не піддаючись небезпеці бути вкушеним.
Це живородна змія. Самка народжує від 8 до 15 дитинчат.

## Розповсюдження
Мешкає у Пакистані, Непалі, на Андаманських і Нікобарських островах (Індія), Філіппінах, південно-східному Китаї, Тайвані.